# Slovenský Pohár 2014-2015
La Coppa di Slovacchia 2014-2015 (in slovacco Slovenský Pohár) è stata la ventiduesima edizione del torneo. È iniziata il 19 luglio 2014 ed è terminata il 1º maggio 2015 con la finale. Il Košice era la squadra detentrice del torneo, avendo vinto il trofeo per la quinta volta nella sua storia nell'edizione precedente.
Il trofeo è stato vinto per la prima volta dall'AS Trenčín, che ha sconfitto il Senica in finale.

## Formula del torneo
La formula del torneo è stata variata rispetto all'edizione precedente.
| Turno            | Numero di incontri | Squadre   | Entrano a questo turno    | Date               |
| ---------------- | ------------------ | --------- | ------------------------- | ------------------ |
| Primo turno      | 96                 | 182 → 128 | 3. Liga 4. Liga           | 26-27 luglio 2014  |
| Secondo turno    | 64                 | 128 → 64  | Fortuna Liga DOXXbet Liga | 12-13 agosto 2014  |
| Terzo turno      | 32                 | 64 → 32   | -                         | 2-3 settembre 2014 |
| Quarto turno     | 16                 | 32 → 16   | –                         | 14-15 ottobre 2014 |
| Quinto turno     | 8                  | 16 → 8    | –                         | 12 novembre 2014   |
| Quarti di finale | 4                  | 8 → 4     | –                         | 17 marzo 2015      |
| Semifinali       | 2 + 2              | 4 → 2     | –                         | 7-21 aprile 2015   |
| Finale           | 1                  | 2 → 1     | –                         | 1º maggio 2015     |

## Primo turno
| Squadra 1                                 | Risultato       | Squadra 2                       |
| ----------------------------------------- | --------------- | ------------------------------- |
| 19 luglio 2014                            |                 |                                 |
| FC Družstevník Budmerice                  | 0 – 7           | OŠK Slovenský Grob              |
| 26 luglio 2014                            |                 |                                 |
| ŠK Štart Nepočujúci                       | 0 – 3           | Inter Bratislava                |
| FC Slovan Divín                           | 0 – 3           | JUPIE Podlavice Badín           |
| Jednota Sokol Chocholná-Velčice           | 2 – 0           | TJ KOVO Beluša                  |
| TJ Veľké Lovce                            | 1 – 10          | OTJ Palárikovo                  |
| OK Častkovce                              | 1 – 0           | OŠK Trenčianske Stankovce       |
| FK Junior Kanianka                        | 0 – 1           | Banik Prievidza                 |
| TJ Družstevník Dvory nad Žitavou          | 1 – 5           | Šk Šurany                       |
| FC Slovan Galanta                         | 0 – 2           | TJ OFC Gabčíkovo                |
| MŠK Slovan Trenčianske Teplice            | Canc.           | FK Spartak Bánovce nad Bebravou |
| MFK Nová Dubnica                          | 1 – 0           | TJ ISKRA Borčice                |
| ŠK Eldus Močenok                          | Canc.           | FC Neded                        |
| TJ Partizán Domaniža                      | 3 – 0           | FK Púchov                       |
| ŠK Tvrdošovce                             | 1 – 4           | ČFK Nitra                       |
| MŠO Štúrovo                               | 0 – 6           | Nové Zámky                      |
| MŠK Želiezovce                            | 2 – 4           | TJ Družstevník Veľké Ludince    |
| TJ Slavoj Boleráz                         | Canc.           | TJ Iskra Holíč                  |
| FO ŠK Modranka                            | Canc.           | Piešťany                        |
| FK Vlčany                                 | 0 – 2           | MŠK - Thermál Veľký Meder       |
| ŠK Blava Jaslovské Bohunice               | 1 – 2           | MFK Vrbové                      |
| KFC Kalná nad Hronom                      | 3 – 1           | FK Slovan Levice                |
| TJ Slovan Čeľadice                        | 4 – 1           | OTJ Horné Obdokovce             |
| FK Tempo Partizánske                      | 2 – 3           | ŠK Slovan Šimonovany            |
| TJ Malinovo                               | 2 – 4           | FK Slovan Ivanka pri Dunaji     |
| FK Karpaty Limbach                        | 7 – 0           | FK Dúbravka Bratislava          |
| FC Zohor                                  | 0 – 2           | ŠK Lozorno                      |
| ŠK Plavecký Štvrtok/OFK Vysoká pri Morave | 0 – 3           | ŠK Vrakuňa Bratislava           |
| TJ Veľké Leváre                           | 0 – 1           | FK Slovan Most pri Bratislava   |
| SDM Domino Bratislava                     | 0 – 1           | ŠK Báhoň                        |
| 27 luglio 2014                            |                 |                                 |
| FK Jablonové                              | Canc.           | FC Ružinov Bratislava           |
| TJ Záhoran Kostolište                     | 1 – 3           | FK Tatran Stupava               |
| FC Malacky                                | 1 – 1 (4–5 dcr) | ŠK Danubia Bratislava           |
| TJ Čunovo Bratislava                      | 0 – 4           | FC Rohožník                     |
| PŠC Pezinok                               | 1 – 0           | MFK Rusovce                     |
| FK Vajnory                                | 5 – 0           | TJ Družstevník Závod            |
| FK Lokomotíva Devínska Nová Ves           | 2 – 2 (4–1 dcr) | TJ Záhoran Jakubov              |
| Kalinkovo                                 | 1 – 2           | ŠK Bernolákovo                  |
| 29 luglio 2014                            |                 |                                 |
| FK Kolárovo                               | 3 – 1           | KFC Komárno                     |
| ŠK Šenkvice                               | 3 – 3 (5–3 dcr) | ŠK Tomášov                      |
| 30 luglio 2014                            |                 |                                 |
| ŠKP Inter Dúbravka                        | 0 – 3           | FK Rača                         |
| TJ Dubová                                 | 2 – 5           | ŠK Svätý Jur                    |
| TJ Slovan Viničné                         | 1 – 3           | TJ Rovinka                      |
| 8 agosto 2014                             |                 |                                 |
| FK REaMOS Kysucký Lieskovec               | 1 – 2           | OŠK Baník Stráňavy              |
| FK Slovenské Ďarmoty                      | 5 – 0           | TJ Prameň Kováčová              |
| TJ Máj Ružomberok – Černová               | 4 – 2           | TJ Družstevník Belá - Dulice    |
| TJ Stráža                                 | 4 – 0           | OŠK Rosina                      |
| ATTACK Vrútky                             | 1 – 2           | TJ Tatran Bytčica               |
| MFK Spartak Hriňová                       | 2 – 0           | ŠK Vinica                       |
| MFK Revúca                                | 2 – 3           | MFK Detva                       |
| TJ Jednota Málinec                        | 0 – 0 (5–4 dcr) | TJ Sklotatran Poltár            |
| FK Slovan Trstená                         | 1 – 3           | TJ Tatran Oravské Veselé        |

## Secondo turno
| Squadra 1                          | Risultato       | Squadra 2                     |
| ---------------------------------- | --------------- | ----------------------------- |
| 12 agosto 2014                     |                 |                               |
| FK CSM Tisovec                     | 0 – 5           | Partizán Bardejov             |
| TJ Tatran Bytčica                  | 0 – 6           | Dukla B.B.                    |
| FO Kinex Bytča                     | 2 – 2 (3–0 dcr) | Dolný Kubín                   |
| Humenné                            | 0 – 3           | MFK Lokomotíva Zvolen         |
| ŠK Slovan Šimonovany               | 0 – 3           | ViOn Z.M.                     |
| FK Karpaty Limbach                 | 1 – 2           | MFK Skalica                   |
| FK Tatran Stupava                  | 0 – 4           | Senec                         |
| TJ Rovinka                         | 1 – 1 (5–4 dcr) | Nové Mesto nad Váhom          |
| OFK Slovan Poproč                  | 1 – 0           | Slavoj Trebišov               |
| ČFK Nitra                          | 1 – 6           | Nové Zámky                    |
| FK Lamač Bratislava                | 0 – 6           | Slovan Duslo Šaľa             |
| 13 agosto 2014                     |                 |                               |
| TJ OFC Gabčíkovo                   | 1 – 4           | Senica                        |
| ŠK Závažná Poruba                  | 1 – 3           | FK Čadca                      |
| MFK Žarnovica                      | 2 – 1           | MŠK Tatran                    |
| FK Tatran Zámutov                  | 5 – 0           | TJ Slavoj Kráľovský Chlmec    |
| Družstevník Veľký Horeš            | 1 – 5           | Liptovský Mikuláš             |
| TJ FK Vyšné Opátske                | 0 – 1           | Podbrezová                    |
| TJ Družstevník Veľké Ludince       | 3 – 0           | FK Spartak Vráble             |
| MFK Topvar Topoľčany               | 2 – 0           | MŠK - Thermál Veľký Meder     |
| ŠK Strážske                        | 0 – 4           | AS Trenčín                    |
| FK Slovenské Ďarmoty               | 0 – 2           | Fomat Martin                  |
| SP MFK Rožňava                     | 3 – 1           | FTC Fiľakovo                  |
| OFK - SIM Raslavice                | 0 – 1           | MŠK Tatran Spišské Vlachy     |
| MFK Nová Dubnica                   | 5 – 1           | FK Kolárovo                   |
| Námestovo                          | 0 – 4           | VSS Košice                    |
| ŠK Eldus Močenok                   | 0 – 0 (5–4 dcr) | ŠK LR Crystal Lednické Rovne  |
| MFK Spartak Medzev                 | 2 – 1           | FK Spišská Nová Ves           |
| TJ Jednota Málinec                 | 2 – 4           | TJ Tatran Oravské Veselé      |
| Lučenec                            | 2 – 0           | ŠKM Liptovský Hrádok          |
| FK TJ Lokomotíva ŠM Michaľany      | 2 – 10          | Tatran Prešov                 |
| TJ Družstevník Liptovská Štiavnica | 1 – 3           | FK Rakytovce 85               |
| FK Pokrok SEZ Krompachy            | 2 – 2 (3–5 dcr) | Poprad                        |
| ŠK Kremnička                       | 1 – 0           | Ružomberok                    |
| KFC Kalná nad Hronom               | 1 – 1 (5–3 dcr) | TJ Slovan Čeľadice            |
| MŠK Kysucké Nové Mesto             | 1 – 5           | ŠK Tvrdošín                   |
| MFK Spartak Hriňová                | 1 – 3           | MFK Nová Baňa                 |
| MFK Detva                          | 0 – 4           | OFK Teplička nad Váhom        |
| Jednota Sokol Chocholná - Velčice  | 0 – 6           | Slovan Nemšová                |
| TJ Máj Ružomberok – Černová        | 1 – 1 (3–2 dcr) | TJ Stráža                     |
| OK Častkovce                       | 3 – 1           | OTJ Palárikovo                |
| FK Čaňa                            | 1 – 3           | Lokomotíva Košice             |
| FK - 34 Brusno - Ondrej            | 1 – 2           | Spartak Trnava                |
| TJ Slavoj Boleráz                  | 0 – 4           | FK Pohronie                   |
| MFK Vrbové                         | 0 – 3           | Nitra                         |
| ŠK Vrakuňa Bratislava              | 2 – 9           | Spartak Myjava                |
| MŠK Slovan Trenčianske Teplice     | 3 – 0           | FC Ružinov Bratislava         |
| ŠK Svätý Jur                       | 1 – 2           | FC Rohožník                   |
| OŠK Slovenský Grob                 | 0 – 1           | Inter Bratislava              |
| ŠK Šenkvice                        | 1 – 3           | FK Rača                       |
| ŠFK Prenaks Jablonec               | 0 – 3           | Dunajská Lužná                |
| PŠC Pezinok                        | 1 – 3           | Dubnica                       |
| FK Lokomotíva Devínska Nová Ves    | 1 – 3           | FK Slovan Most pri Bratislava |
| MŠK Kráľová pri Senci              | 0 – 1           | Žilina                        |
| FK Slovan Ivanka pri Dunaji        | 1 – 6           | Šamorín                       |
| Banik Prievidza                    | 2 – 0           | Šk Šurany                     |
| ŠK Báhoň                           | 2 – 0           | ŠK Bernolákovo                |
| FK Vajnory                         | 1 – 12          | Sereď                         |
| TJ Partizán Domaniža               | 0 – 3           | DAC Dunajská Streda           |
| ŠK Danubia Bratislava              | 1 – 4           | ŠK Lozorno                    |
| 20 agosto 2014                     |                 |                               |
| JUPIE Podlavice Badín              | 2 – 1           | Šk Javorník Makov             |
| MFK Veľke Kapušany                 | 0 – 3           | Bodva M.n.B.                  |
| 27 agosto 2014                     |                 |                               |
| OŠK Baník Stráňavy                 | 1 – 1 (3–4 dcr) | MŠK Rimavská Sobota           |
| ŠK Štrba                           | 0 – 5           | Michalovce                    |
| 27 agosto 2014                     |                 |                               |
| FO ŠK Modranka                     | 1 – 5           | Slovan Bratislava             |

## Terzo turno
| Squadra 1                      | Risultato             | Squadra 2                     |
| ------------------------------ | --------------------- | ----------------------------- |
| 2 settembre 2014               |                       |                               |
| MFK Skalica                    | 4 – 0                 | Senec                         |
| TJ Rovinka                     | 1 – 3                 | Slovan Duslo Šaľa             |
| Poprad                         | 2 – 2 (dts) (4–2 dcr) | Tatran Prešov                 |
| Bodva M.n.B.                   | 0 – 2                 | Partizán Bardejov             |
| 3 settembre 2014               |                       |                               |
| MŠK Tatran Spišské Vlachy      | 0 – 1                 | MFK Lokomotíva Zvolen         |
| ŠK Tvrdošín                    | 0 – 4                 | VSS Košice                    |
| MFK Spartak Medzev             | 0 – 1                 | Liptovský Mikuláš             |
| Lokomotíva Košice              | 1 – 2                 | AS Trenčín                    |
| TJ Máj Ružomberok-Černová      | 1 – 4                 | Dukla B.B.                    |
| Jupie Podlavice Badín          | 6 – 2                 | MFK Žarnovica                 |
| MŠK Slovan Trenčianske Teplice | 2 – 0                 | MFK Nová Dubnica              |
| FK Močenok                     | 0 – 2                 | DAC Dunajská Streda           |
| FC Rohožník                    | 1 – 1 (dts) (3–1 dcr) | Dubnica                       |
| Sereď                          | 1 – 0                 | Spartak Myjava                |
| Dunajská Lužná                 | 4 – 0                 | ŠK Lozorno                    |
| Banik Prievidza                | 0 – 1                 | Senica                        |
| 9 settembre 2014               |                       |                               |
| KFC Kalná nad Hronom           | 1 – 4                 | ViOn Z.M.                     |
| 10 settembre 2014              |                       |                               |
| OFK Slovan Poproč              | 2 – 0                 | FK Tatran Zámutov             |
| FO Kinex Bytča                 | 2 – 2 (dts) (2–3 dcr) | ŠK Kremnička                  |
| SP MFK Rožňava                 | 3 – 1                 | Lučenec                       |
| MFK Nová Baňa                  | 4 – 1                 | FK Rakytovce 85               |
| FK Rača                        | 2 – 0                 | Šamorín                       |
| 23 settembre 2014              |                       |                               |
| ŠK Báhoň                       | 0 – 3                 | Žilina                        |
| Nové Zámky                     | 1 – 0                 | TJ Družstevník Veľké Ludince  |
| OFK Teplička nad Váhom         | 0 – 3                 | Spartak Trnava                |
| Michalovce                     | 1 – 1 (dts) (4–2 dcr) | Podbrezová                    |
| 24 settembre 2014              |                       |                               |
| Inter Bratislava               | 1 – 0                 | FK Slovan Most pri Bratislava |
| OK Častkovce                   | 1 – 2                 | Slovan Nemšová                |
| MFK Topvar Topoľčany           | 0 – 2                 | Nitra                         |
| 1º ottobre 2014                |                       |                               |
| TJ Tatran Oravské Veselé       | 2 – 2 (dts) (6–7 dcr) | FK Čadca                      |
| Fomat Martin                   | 2 – 0                 | Rimavská Sobota               |
| 12 novembre 2014               |                       |                               |
| FK Pohronie                    | 0 – 2                 | Slovan Bratislava             |

## Quarto turno
| Squadra 1                      | Risultato             | Squadra 2           |
| ------------------------------ | --------------------- | ------------------- |
| 8 ottobre 2014                 |                       |                     |
| Slovan Nemšová                 | 1 – 4                 | VSS Košice          |
| 14 ottobre 2014                |                       |                     |
| Nové Zámky                     | 1 – 3                 | DAC Dunajská Streda |
| Michalovce                     | 0 – 3                 | ViOn Z.M.           |
| 15 ottobre 2014                |                       |                     |
| OFK Slovan Poproč              | 1 – 2                 | FC Rohožník         |
| MFK Lokomotíva Zvolen          | 0 – 2                 | AS Trenčín          |
| Dunajská Lužná                 | 1 – 0                 | Liptovský Mikuláš   |
| FK Čadca                       | 1 – 3                 | Slovan Duslo Šaľa   |
| ŠK Kremnička                   | 0 – 2                 | Poprad              |
| Jupie Podlavice Badín          | 2 – 1                 | Inter Bratislava    |
| SP MFK Rožňava                 | 1 – 1 (dts) (5–4 dcr) | Fomat Martin        |
| MŠK Slovan Trenčianske Teplice | 0 – 7                 | Spartak Trnava      |
| MFK Nová Baňa                  | 0 – 2                 | Senica              |
| Nitra                          | 2 – 1                 | Sereď               |
| 21 ottobre 2014                |                       |                     |
| Partizán Bardejov              | 0 – 1                 | Dukla B.B.          |
| 22 ottobre 2014                |                       |                     |
| FK Rača                        | 0 – 6                 | Žilina              |
| 19 novembre 2014               |                       |                     |
| MFK Skalica                    | 3 – 5                 | Slovan Bratislava   |

## Quinto turno
| Squadra 1             | Risultato             | Squadra 2           |
| --------------------- | --------------------- | ------------------- |
| 11 novembre 2014      |                       |                     |
| Jupie Podlavice Badín | 0 – 1                 | VSS Košice          |
| SP MFK Rožňava        | 0 – 2                 | DAC Dunajská Streda |
| Dunajská Lužná        | 1 – 2                 | Dukla B.B.          |
| Slovan Duslo Šaľa     | 0 – 0 (dts) (5–3 dcr) | Poprad              |
| ViOn Z.M.             | 1 – 3                 | AS Trenčín          |
| 15 novembre 2014      |                       |                     |
| FC Rohožník           | 1 – 4                 | Senica              |
| 25 novembre 2014      |                       |                     |
| Žilina                | 1 – 1 (dts) (3–4 dcr) | Spartak Trnava      |
| 3 marzo 2015          |                       |                     |
| Slovan Bratislava     | 5 – 2                 | Nitra               |

## Quarti di finale
| Squadra 1      | Risultato             | Squadra 2           |
| -------------- | --------------------- | ------------------- |
| 17 marzo 2015  |                       |                     |
| Spartak Trnava | 1 – 2                 | Senica              |
| Dukla B.B.     | 4 – 1                 | Slovan Duslo Šaľa   |
| 18 marzo 2015  |                       |                     |
| VSS Košice     | 1 – 1 (dts) (2–3 dcr) | DAC Dunajská Streda |
| AS Trenčín     | 2 – 1                 | Slovan Bratislava   |

## Semifinali
| Squadra 1           | Totale                | Squadra 2  | Andata | Ritorno |
| ------------------- | --------------------- | ---------- | ------ | ------- |
| 7 - 21 aprile 2015  |                       |            |        |         |
| DAC Dunajská Streda | 1 – 1 (dts) (5–6 dcr) | Senica     | 1 – 0  | 0 – 1   |
| 8 - 21 aprile 2015  |                       |            |        |         |
| AS Trenčín          | 3 – 0                 | Dukla B.B. | 2 – 0  | 1 – 0   |

## Finale
| Senec 1º maggio 2015, ore 18:15 UTC+1 | AS Trenčín           | 2 – 2 (d.t.s.) referto                 | Senica | Národné tréningové centrum SFZ |
| \| \| \| \| \| Ibrahim 36’ van Kessel 110’ \| Marcatori \| 4’ (autogol) Čögley 114’ Kalabiška \| \| van Kessel Lobotka Mondek Rundić \| Tiri di rigore 3 – 2 \| Majtán Hlohovský Opiela Kóňa Kalabiška \| |                      |                                        |        |                                |
| |                      |                                        |        |                                |
| Ibrahim 36’ van Kessel 110’ | Marcatori            | 4’ (autogol) Čögley 114’ Kalabiška     |        |                                |
| van Kessel Lobotka Mondek Rundić | Tiri di rigore 3 – 2 | Majtán Hlohovský Opiela Kóňa Kalabiška |        |                                |